# Mazouna
Mazouna (àrab: مازونة, Māzūna) és un municipi de la wilaya de Relizane, a Algèria. És una petita ciutat històrica situada al bell mig de les muntanyes Dahra, a l'oest d'Alger. Fou l'antiga capital dels maghrawa a l'edat mitjana, i la primera seu del beilicat d'Occident en l'època otomana. La seua madrassa tingué una funció important durant aquest període, com un lloc privilegiat de cultura i teologia.

## Toponímia
Hi ha diverses versions per a la denominació de Mazouna. S'associa etimològicament amb la paraula llatina Masuna, que fa referència a una ciutat romana a prop de Sidi M'Hamed Ben Ali, o Massones, rei d'aquesta ciutat.
Hi ha dues explicacions en amazic. De primer, hi ha l'explicació que Māzūna derivaria de l'adjectiu qualificatiu amezzian (femení: tamezziant), que significa ‘petit’. L'altra, interpreta Masuna, o Mess-Una, com un sintagma nominal amb el sentit de ‘mestre d'Una’ o ‘el d'Una’. També podria estar vinculat a la tribu amazic epònima Mazoune, potser de l'amazic ⵎⵙ [ms], ‘relacionat’, ‘parent proper’.
Alguns relats li atribueixen el nom d'una tribu amazic zeneta anomenada Massoune. També hi ha dues llegendes autòctones: un tresor anomenat mawzouna d'una reina que vivia a Mazouna; i una font d'aigua atribuïda a una dona anomenada Zouna (maà Zouna).
Mazouna conserva topònims molt antics que no semblen haver estat canviats durant el període colonial francés. Està envoltada de noms amazics com ara Tamda, Tayssert, Tabegrit, Tinessri, Yajedir, Ouled Meziane, Ouarizan, Taougrit, Ain Merane i Senhadja.

## Geografia

### Ubicació
Mazouna és al nord de la wilaya de Relizane. A una altitud de més de 300 m als turons de Dahra, la ciutat és en un cim de difícil accés, amb vista a importants rutes estratègiques i econòmiques a les planes de la vall de Chellif i Relizane - Oued Rhiou. El seu emplaçament està ben destacat per les confluències dels uadis Bou Mata i Ouarizan.
Mazouna es troba a prop de la frontera entre Orà i Alger, a 72 km al nord-est de la seua capital Relizane, a 29 km al nord d'Oued Rhiou, a 210 km d'Alger i a 145 km  d'Orà.

### Pobles
El 1984, el municipi de Mazouna es formà a partir d'aquests pobles:
- Mazouna
- Sidi Adda
- Hassasna
- Boualoufa
- Tamda
- Khemarissa
- Meaaziz
- Ouled Meziane
- Sidi Abdelkader
- Sidi Belmehel
- Ain Djina
- Nekakza
- Sidi Azaiz
- Kaab
- Kouasem
- Aouinet Dib

### Clima
El clima a Mazouna és càlid i temperat. A l'estiu, la pluja és menor que a l'hivern. La classificació de Köppen la descriu com a clima mediterrani. La temperatura mitjana n'és de 16,3°C i la precipitació mitjana anual supera els 400 mm.
 

## Història

### Antiguitat
La història de Mazouna es remunta a l'època romana. El cronista Luis del Mármol Carvajal, que la va descriure al segle xvi, esmenta que hi va veure monuments romans.  Segons Stéphane Gsell, s'han trobat restes d'un període molt tardà, contemporani de les inscripcions d'Altava. Per la seua ubicació, Mazouna tenia la vocació de capital i podria haver estat abans la capital del Regne de Massones.
Hassan al-Wazzan (Lleó l'Africà) és l'únic autor àrab que parla de l'origen antic de la ciutat; dubta, però, que en siga una construcció romana. Pel que fa a les restes antigues, s'han trobat molts fragments de ceràmica romana al districte de Bou Halloula.

### Edat mitjana
Mazouna, una antiga ciutat amaziga, fou la capital de la fracció Bani Mendil de la tribu Maghrawa, un poble nombrós. S'hi ha establert des de la meitat de l'edat mitjana i ha jugat un paper important en el marc regional com a centre artesà i cultural. El teixit demogràfic de la població, els Maghrawa, una branca dels zenetes, s'ha barrejat amb àrabs, andalusins i turcs.
Ibn Khaldun suposa que Mandil ibn Abd-ar-Rahman, de la tribu dels Maghrawa, fundà la ciutat el 1170. La van dominar durant segles els hammàdides, els almohades i els abdalwadites. Aquests darrers imposaren un governador a la ciutat, a partir del regnat de Abu-Yahya I Yaghmuràssan Ibn Zayyan.
Els principals recursos dels habitants es trobaven en els productes del camp i jardins, tal com han assenyalat diversos autors com ara al-Idrissí, Abd-al-Múnim i al-Wazzan. Al-Idrissí descriu, al segle xii, una ciutat pròspera amb mercats, però no al·ludeix a la seua antiguitat. Al-Wazzan esmenta que els habitants també eren bons teixidors.

### Període otomà

Les províncies de la Regència d'Alger

Mazouna fou la primera capital del beilicat d'Occident, durant la Regència d'Alger, fins al 1701, quan la seu del bei es va traslladar a Mascara, i després a Orà, el 1791. Sota els otomans, Mazouna fou un centre d'influència religiosa i ocupava una posició estratègica militar. Cinc-cents kuloughlis formaven la guarnició de la ciutat, perquè no tenia fortificacions.
El primer governador en fou Ben Khedidja, que va reorganitzar la zona. Alguns beis s'hi van distingir, en particular els beis Souag, Sayah i Chabane Bey, que van fer la guerra contra els espanyols d'Orà. Ell va morir mentre assetjava Orà. A començament del segle xix, la ciutat té entre 2.500 i 3.000 habitants; es troba entre les petites ciutats de l'Algèria precolonial com Kalaa i Nédroma. La població és formada per un 75% de hadars i una minoria de koulouglis. La ciutat s'especialitzava en la fabricació de haiks.
Després de la partida dels beis, Mazouna esdevé residència del caid dels Maghrawa, que tenia sota el seu comandament els Achaacha, els Ouled Riah, els Ouled Khelouf i els Beni Zenthis. Les altres tribus del Dahra constituïen el caidat dels Beni Zeroual.

### Període colonial francés

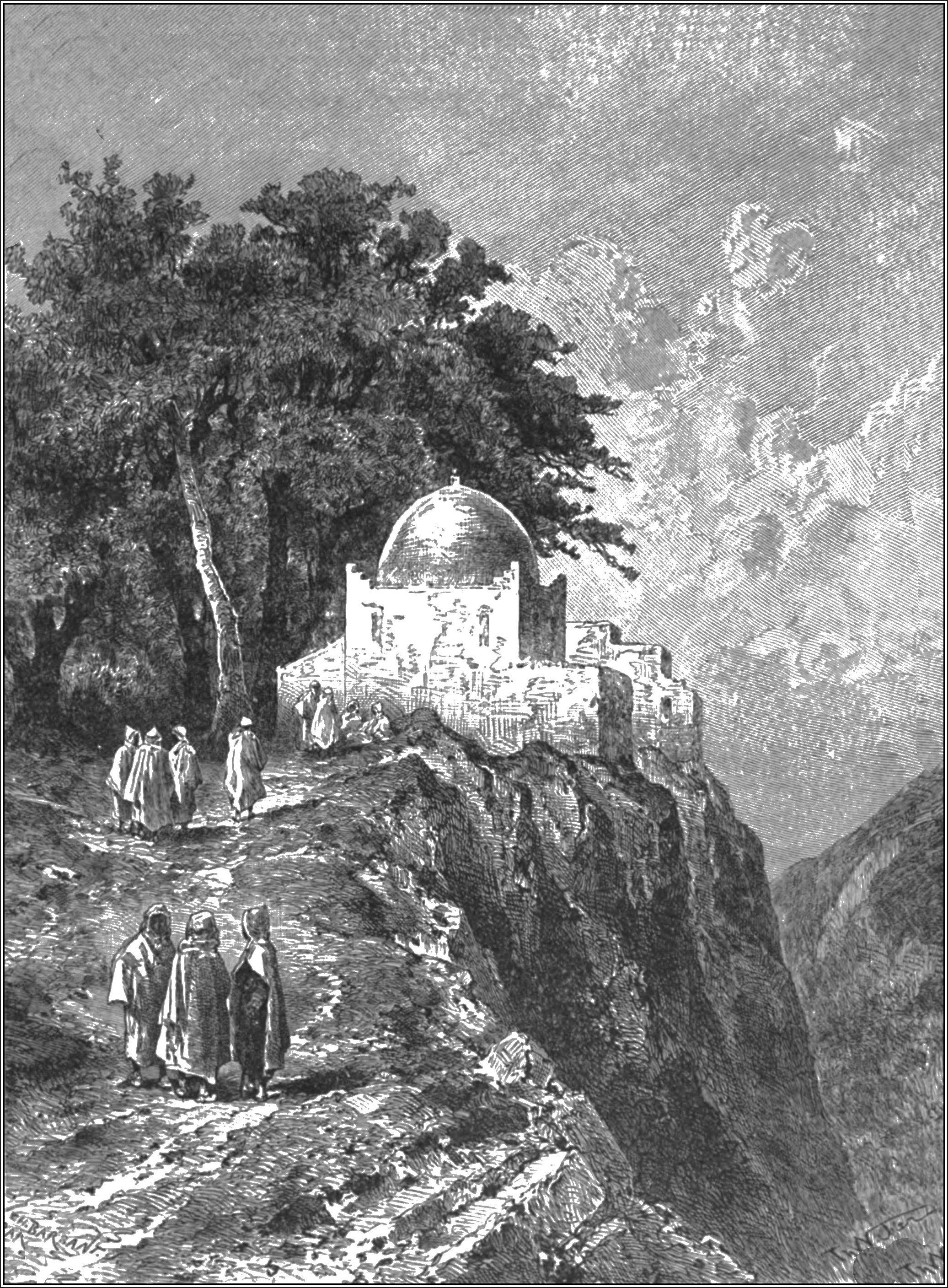
La zàuiya al

Durant la colonització francesa d'Algèria, la ciutat destacà per la seua resistència i per la violència de la repressió francesa. L'exèrcit colonial va recórrer a «la destrucció, els incendis, el saqueig i l'extermini, a gran escala, mitjançant l'assassinat per fum perpetrat i repetit a les coves on es refugiaven hòmens, dones, xiquets i ramats.»
La ciutat va patir una decadència durant el període d'invasió colonial i va patir una desorganització primerenca, com a resultat del desplegament al seu territori d'un centre de colonització de Renault i la seua distància dels eixos de trànsit de la plana. La població n'augmentà de 5.665 habitants el 1866 a 13.233 habitants el 1948. Alternà fases de creixement demogràfic, estancament i declivi.

## Administració

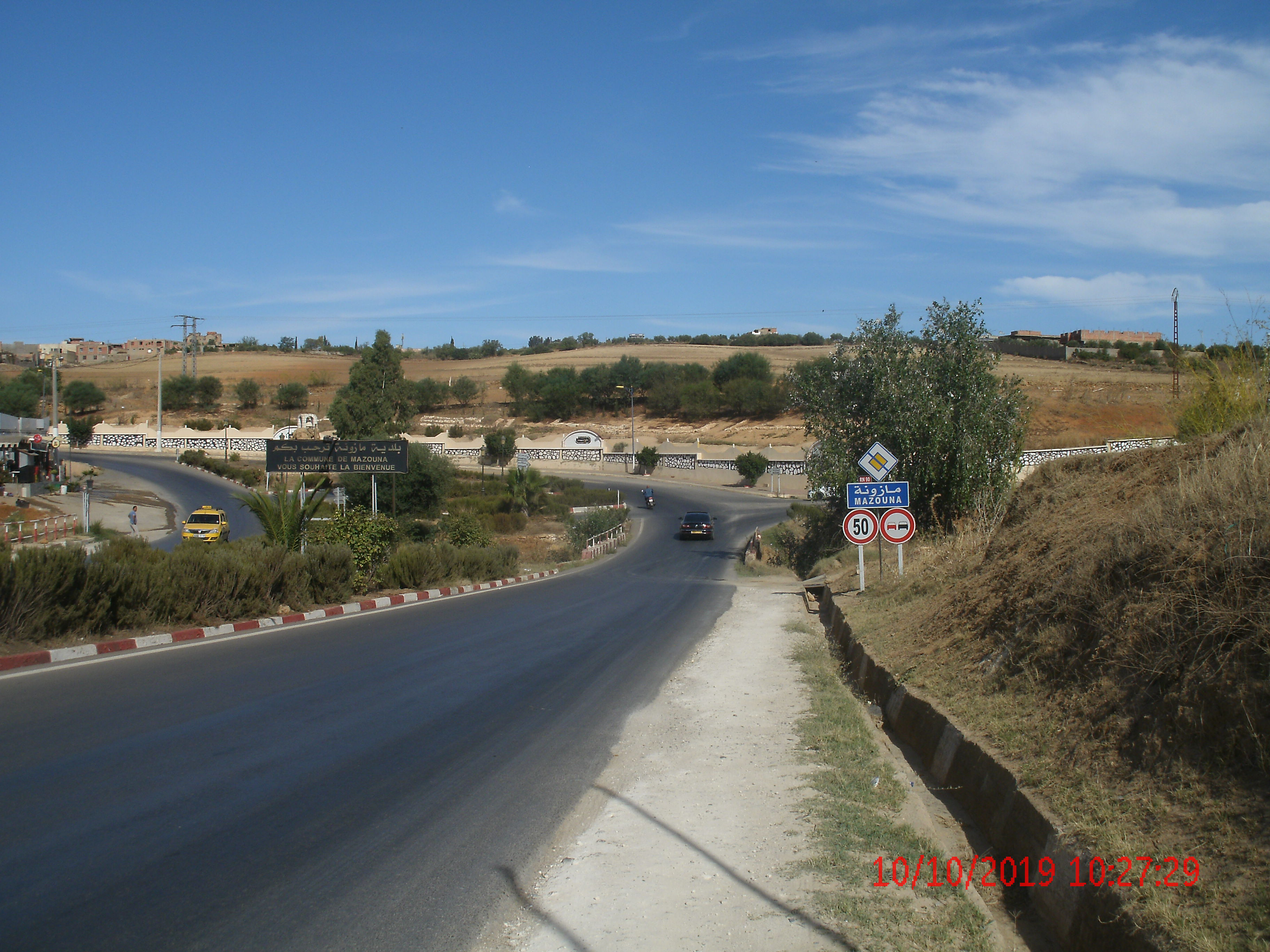
L'entrada al poble

L'autonomia administrativa de Mazouna és antiga. El 1946, es va establir com a centre municipal, controlat per l'administrador del municipi de Renault (ara Sidi M'Hamed Ben Ali). Els 1957-58, el controlava un sotsprefecte. El 1967, Mazouna esdevingué municipi de ple dret, i després daira.

## Demografia
Segons el cens de població del 2008, la del municipi de Mazouna es calcula en 26.044 habitants en comparança amb 22.544 del 1998; la ciutat principal té 15.977 habitants. És el vuité municipi més poblat de la wilaya de Relizane.

## Planificació urbana
Mazouna es divideix en dos sectors: el nucli antic, sobreanomenat El Hofra ('El forat') pels habitants, és una ciutat que ha conservat un caràcter típicament algerià precolonial. Té cinc districtes, cadascú amb una mesquita. La travessen carrerons i atzucacs, que convergeixen cap a la plaça central on es troben el mercat i la mesquita. Les cases antigues no tenen pisos, sinó una gran terrassa i un gran pati central des del qual es distribueixen les diferents cambres.
Un d'aquests barris és a la riba occidental del riu Ouaghizane. També hi havia subbarris habitats per turcs i jueus. No es troben pas edificis colonials francesos a la ciutat, tret de dues escoles. De fet, Mazouna és una ciutat típic marginada pels francesos per la seua ubicació muntanyosa. Es va construir una nova ciutat després de la independència.

## Cultura i patrimoni

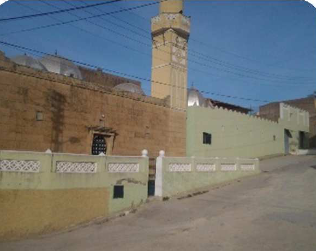
La Madrassa de Mazouna

Mazouna representa una ciutat tradicional. És el bressol de la confraria Sanusiyya, la zàuiya de la qual és en un turó proper.
La seva madrassa fou reconeguda en el passat com a centre de teologia i coneixement, i permetia en particular als talaba (estudiants) obtenir el títol de cadi (jutge). Va continuar la seva tasca fins al 1956, i això contribuí al desplegament excepcional de les funcions culturals de la ciutat, que també es dotà d'escoles alcoràniques i primàries (oficials) durant el període colonial francés. Els habitants exigiren educació per a xiquets i xiquetes i va tenir una escola per a xiquetes a la dècada del 1930. Així, després de la independència, Mazouna fou l'únic centre que tenia tot l'alumnat escolaritzat. Els mazounis estaven àmpliament representats a les administracions autòctones i centrals.
La llengua àrab de Mazouna o "mazouni" és un dialecte típicament conservador, però es caracteritza per préstecs lèxics que conserva i que la fan específica. Es distingeix en particular en vocabulari d'altres dialectes circumdants, i encara l'utilitzen els parlants joves. Té una forta presència de préstecs lèxics, fins i tot morfosintàctics, de l'amazic i més particularment del chenwa, una varietat d'amazic dahra.
La ciutat organitza la manifestació Qacidat melhoun fi kounache Mazouna ("Poesia de Melhoun al quadern de Mazouna"). Aquesta ciutat era una referència en la poesia del gènere melhoun. Acollia una comissió d'alt nivell que permetia als poetes d'arreu d'Algèria registrar poemes distingits al Quadern Mazouna (Kounache Mazouna).

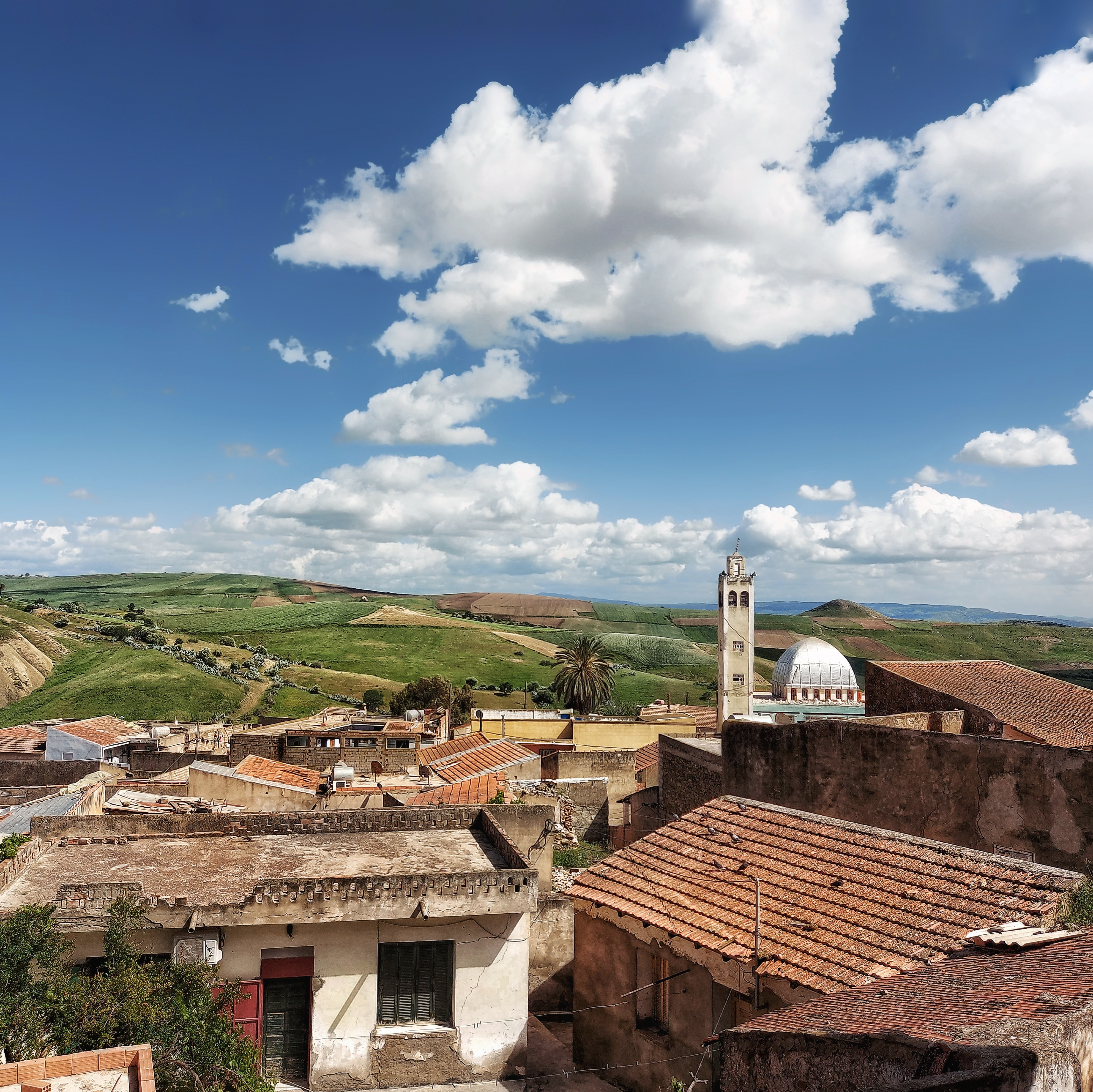
Habitatges del nucli antic

La Direcció de Cultura de la wilaya de Relizane ha procedit a classificar el nucli antic, que conté edificis culturals, inclòs l'antic jutjat.
Té la madrassa i la Mesquita de Sidi M'hamed Bencharef, que data de finals del segle XVII, i conté restes de diversos segles enrere, com ara manuscrits i llibres.
Conté les seues khizanètes (biblioteques tradicionals incrustades en parets d'argila), manuscrits molt antics i variats que tracten de la història de la zona, dels seus fundadors, erudits i habitants, així com traces hagiogràfiques. També és conegut pel seu Nawâzil: recopilacions de normes de jurisprudència per a la gestió de conflictes familiars o socials.